# José Castillo (Schauspieler)
José Castillo (vollständig Josep Castillo i Escalona, * 14. Februar 1921 in Barcelona; † 30. August 2011) war ein spanischer Schauspieler, Dramatiker und Theaterintendant.

## Leben
Castillo schrieb vor allem Ende der 1950er Jahre etliche Theaterstücke, die meist in seiner Heimatstadt uraufgeführt wurden. Zu ihnen zählen Vendaval, das Einpersonenstück Quizas mañana  und Gulliver en la luna.
Seine schauspielerische Karriere beim Film und Fernsehen begann 1964; neben Kinorollen spielte er oft für Fernsehserien. Zeitweilig hatte er eine eigene Schauspieltruppe am Teatro a Domicilio in Barcelona.

## Filmografie (Auswahl)
- 1964: La ferida lluminosa (Fernsehfilm)
- 1965: Unser Mann aus Istanbul (Estambul 65)
- 1966: Fünf vor 12 in Caracas
- 1979: Zeig mir, wie man’s macht (Malizia erotica)
- 2002: Maresme (Fernsehfilm)